# ГЕС Манері-Бхалі II
ГЕС Манері-Бхалі II — гідроелектростанція на півночі Індії у штаті Уттаракханд. Знаходячись між ГЕС Манері-Бхалі I (вище по течії) та ГЕС Техрі, входить до складу каскаду на річці Бхаґіратхі, правій твірній Гангу.
У межах проєкту річку перекрили бетонною греблею Джошіяра, яка має довжину 81 метр та спрямовує ресурс у прокладений через лівобережний гірський масив дериваційний тунель довжиною 16 км з діаметром 6 метрів. У підсумку ресурс надходить до машинного залу, обладнаного чотирма турбінами типу Френсіс потужністю по 76 МВт. Вони використовують напір у 248 метрів та забезпечують виробництво 1566 млн кВт·год електроенергії на рік.
Видача продукції відбувається по ЛЕП, розрахованій на роботу під напругою 220 кВ.